# GPR183
El receptor acoplado a proteína G 183 también conocido como receptor acoplado a proteína G inducido por el virus de Epstein-Barr 2 (EBI2) es una proteína que en humanos está codificada por el gen GPR183 .
Este gen fue identificado por la regulación positiva de su expresión tras la infección por el virus de Epstein-Barr de la línea celular de linfoma de Burkitt BL41. Se predice que este gen codifica un receptor acoplado a proteína G que está más estrechamente relacionado con el receptor de trombina. La expresión de este gen se detectó en líneas celulares de linfocitos B y tejidos linfoides, pero no en líneas celulares de linfocitos T o linfocitos T de sangre periférica..
EBI2 ayuda a las células B a ubicarse dentro de un ganglio linfático . La expresión de EBI2 aumenta durante la activación de las células B, después de la estimulación del receptor de células B y CD40 ; su expresión disminuye durante el desarrollo de las células germinales debido a BCL6, un factor de transcripción necesario en el desarrollo del centro germinal. EBI2 debe apagarse para mover las células B al centro germinal desde la periferia, y debe encenderse para que las células B salgan del centro germinal y vuelvan a entrar en la periferia. EBI2 es un receptor de oxiesteroles, siendo el activador más potente el 7α, 25-dihidroxicolesterol.